# Joyeux Noël (film, 1994)
Pour les articles homonymes, voir Joyeux Noël.
Pour plus de détails, voir Fiche technique et Distribution.
Joyeux Noël (Mixed Nuts) est un film de Noël américain remake du film français Le père Noël est une ordure réalisé par Nora Ephron et sorti en 1994.

## Synopsis
Philip est responsable d'un centre d'accueil téléphonique pour les personnes suicidaires à Los Angeles. Le soir de Noël, son équipe quelque peu débordée commence à être gagnée par la folie.

## Fiche technique
- Titre : Mixed Nuts
- Autre titre français : Joyeux Noël
- Réalisation : Nora Ephron
- Scénario : Nora et Delia Ephron
- Musique : George Fenton
- Photographie : Sven Nykvist
- Montage : Robert M. Reitano
- Décors : Bill Groom
- Costumes : Jeff Kurland
- Pays d'origine : États-Unis
- Genre : Comédie dramatique
- Durée : 97 minutes
- Date de sortie : 21 décembre 1994

## Distribution
- Steve Martin : Philip
- Rita Wilson : Catherine O'Shaughnessy
- Madeline Kahn : Blanche Munchnik
- Liev Schreiber (VF : Antoine Tomé) : Chris
- Anthony LaPaglia : Felix
- Juliette Lewis : Gracie Barzini
- Rob Reiner : Dr. Marshall Kinsky
- Adam Sandler : Louie
- Joely Fisher : Susan
- Parker Posey : La fille en roller
- Jon Stewart : Le garçon en roller
- Haley Joel Osment : Le petit garçon devant l'arbre de Noël

## Accueil

### Entrées
Le film a connu un échec commercial, ses recettes étant en particulier bien inférieures à son budget.

### Critiques
Les critiques professionnels ont très mal jugé ce film.

## Autour du film
- Reprise de la comédie française Le père Noël est une ordure.
- Film sorti en VHS sous le titre Joyeux Noël, mais toujours indisponible en DVD zone 2.